# Avajan
Avajan là một xã trong thung lũng Louron, tỉnh Hautes-Pyrénées tây nam nước Pháp. Khu vực này có độ cao trung bình 913 mét trên mực nước biển.
Trung tâm xã cổ bao quanh một nhà thờ và một tòa thị chính.